# 艾佛德·切斯特·比替
艾佛德·切斯特·比替爵士（Sir Alfred Chester Beatty，1875年—1968年1月19日）。 艾佛德1875年出生于纽约，他是三个儿子中最年幼的一个。年少时在纽约就读，与哥伦比亚大学采矿工程系毕业后，依据西部，在科罗拉多州丹佛的矿场从最底层的铲石工开始了他的工作生涯。他勤奋努力，很快便建立起采矿工程师的国际声誉，并于1908年在纽约创立了一所极为成功的旷野咨询公司。
1900年，他于格丽丝麦德琳理查德结婚，生有两个孩子。1911年比替太太死于伤寒病。比替爵士由于健康欠佳，离开了忙碌的美国矿业界，在伦敦创立了一所新的咨询公司。1923年5月他购置了坐落在肯辛顿皇宫花园的巴罗达宅，并于次年在纽约与爱丽丝邓结婚。
比替爵士在童年便开始收集矿石、中国鼻烟壶和邮票。成年后，他的收藏范围扩大，开始购买欧洲和波斯的手抄本。1914年他和爱丽丝到访埃及并在市场购买了一些有图饰的古兰经手抄本后，他的收藏兴趣有了新的方向。在1917年到过亚洲后，他的收藏兴趣又添加了日本和中国绘画。
比替爵士在第二次世界大战期间，在为盟军提供战略性原料方面，做出了极大的贡献，他因此获封爵士。1950年他决定迁居爱尔兰，并在舍鲁斯堡路建造了一座图书馆，用以展出其收藏品。图书馆于1954年开放。1957年比替爵士成为爱尔兰第一位荣誉国民。
比替爵士去世后，其收藏品便遗赠给一个信托机构为公众展出。爱尔兰政府亦大力资助，是该展览馆成为国家文化机构之一。比替爵士的物价收藏品，得以永存下来。

## 腳註
1. ↑  Seanad 1985: "Chester Beatty died at the Princess Grace Clinic, Monte Carlo, on 19 January 1968, [...]" (some sources give this as 20 January).